# Cinnamomum porphyrospermum
Cinnamomum porphyrospermum är en lagerväxtart som beskrevs av André Joseph Guillaume Henri Kostermans. Cinnamomum porphyrospermum ingår i släktet Cinnamomum och familjen lagerväxter. Inga underarter finns listade i Catalogue of Life.